# Liste des édifices religieux de Nijni Novgorod
La liste des édifices religieux de Nijni Novgorod recense de manière non exhaustive les églises et autres édifices religieux tels que les synagogues et mosquées situés dans la ville russe de Nijni Novgorod. Il est fait état des diverses protections dont elles peuvent bénéficier, et notamment les inscriptions et classements au titre des objets patrimoniaux culturels de Russie.
En ce qui concerne le culte orthodoxe russe, principal culte, toutes les églises sont situées dans l'éparchie de Nijni Novgorod. Pour le culte catholique, les églises font partie de l'archidiocèse de la Mère de Dieu de Moscou. Le nombre des églises a varié avec le temps, et certaines ont été perdues avec le temps, dont pendant l'époque soviétique.

## Christianisme

### Églises orthodoxes

#### Cathédrales
| Photo | Nom                                                 | Date de construction | Adresse                   | Notice            | Protection                                                         |
| ----- | --------------------------------------------------- | -------------------- | ------------------------- | ----------------- | ------------------------------------------------------------------ |
|       | Cathédrale Saint-Michel-Archange                    | 1628-1631            | Kremlin de Nijni Novgorod | n°5210024024      | Objet patrimonial culturel de Russie d'importance fédérale (1960)  |
|       | Cathédrale du Sauveur de l'Ancienne Foire           | 1818-1822            | Passage de Iamarochni, 10 | n°521410055710006 | Objet patrimonial culturel de Russie d'importance fédérale (1960)  |
|       | Cathédrale Saint-Alexandre-Nevski de Nijni Novgorod | 1868-1880            | Rue Strelka, 3A           | n°5210061000      | Objet patrimonial culturel de Russie d'importance régionale (1995) |
|       | Cathédrale de la Transfiguration de Sormovo         | 1900-1905            | Rue Chcherbakov, 15       | n°5200139000      | Objet patrimonial culturel de Russie d'importance régionale (1993) |
|       | Cathédrale Saint-Nicolas                            | 1999-2012            | Rue Diakonova, 15B        |                   |                                                                    |
|       | Cathédrale Saint-Georges-Vsevolodovitch             | 2021                 | Boulevard du Sud, 18a     |                   |                                                                    |

#### Églises paroissiales
| Photo | Nom                                                                                 | Date de Construction | Adresse                                                   | Notice       | Protection                                                         | Notes                                                                                                   |
| ----- | ----------------------------------------------------------------------------------- | -------------------- | --------------------------------------------------------- | ------------ | ------------------------------------------------------------------ | --- |
|       | Église des Saintes-Femmes-porteuses-de-myrrhe                                       | 1649                 | Rue Dobrolioubov, 13A                                     | n°5210012000 | Objet patrimonial culturel de Russie d'importance fédérale (1995)  | |
|       | Église Saint-Élie de Nijni Novgorod                                                 | 1655                 | Rue Ilinskaïa, 9                                          | n°5200090000 | Objet patrimonial culturel de Russie d'importance régionale (1999) | |
|       | Église de l'Assomption-de-la-Mère-de-Dieu                                           | 1672                 | Rue Kroutoï, 3                                            | n°5210025000 | Objet patrimonial culturel de Russie d'importance fédérale (1960)  | |
|       | Église Saint-Jean-Baptiste                                                          | 1676-1683            | Rue Rojdestvenskaïa , 1b                                  | n°5200000064 | Objet patrimonial culturel de Russie d'importance régionale (1989) | |
|       | Église Notre-Dame-de-Smolensk                                                       | 1680-1697            | Rue Gordeïevskaïa, 141                                    | n°5210009003 | Objet patrimonial culturel de Russie d'importance fédérale (1960)  | |
|       | Église de la Nativité-de-la-Sainte-Vierge                                           | 1696-1717            | Rue de la Nativité, 34a                                   | n°5210054003 | Objet patrimonial culturel de Russie d'importance fédérale (1960)  | |
|       | Église de la Nativité-de-Saint-Jean-Baptiste de la Sloboda de l'Annonciation        | années 1720          | Rue Garchina, 30                                          | n°5201243000 | Objet patrimonial culturel de Russie d'importance régionale (1993) | |
|       | Église de la Louange-de-la-Mère-de-Dieu sur la descente Pokhvalinski                | 1737-1749            | Rue Zalomova, 21a                                         | n°5201257000 | Objet patrimonial culturel de Russie d'importance régionale (1993) | |
|       | Église de la Transfiguration de Starié Petchiory                                    | 1785-1789            | Rue Sloboda Petchori, 124                                 | n°5200675000 | Objet patrimonial culturel de Russie d'importance régionale (1989) | |
|       | Église de la Trinité-Vivifiante de Kopossovo                                        | 1797-1807            | Rue KIM, 77                                               | n°5230478000 |                                                                    | |
|       | Église de l'Icône-de-la-Mère-de-Dieu-de-Kazan près de Konstantinovo                 | 1801                 | Village de Blijneïé Konstantinovo , rue Borissova, 17     | n°5201235000 | Objet patrimonial culturel de Russie d'importance régionale (1993) | |
|       | Église de la Trinité-Vivifiante de Vysskovo                                         | 1815                 | Rue Ovrajnaïa, 94                                         | n°5200584000 | Objet patrimonial culturel de Russie d'importance régionale (1989) | |
|       | Église de la Transfiguration de Karpovka                                            | 1817                 | Rue Souzdalskaïa, 58                                      | n°5200704000 | Objet patrimonial culturel de Russie d'importance régionale (1989) | |
|       | Église de la Nativité-de-la-Bienheureuse-Vierge-Marie de Gnilitsy                   | 1822                 | Rue Gnilytska, 1a                                         | n°5201245000 | Objet patrimonial culturel de Russie d'importance régionale (1993) | |
|       | Église Saint-Serge-de-Radonège                                                      | 1865-1869            | Rue Sergueïevskaïa , 25A                                  | n°5200708000 | Objet patrimonial culturel de Russie d'importance fédérale (1989)  | |
|       | Église de l'Ascension                                                               | 1864-1877            | Rue Ilinskaïa , 54                                        | n°5200000482 | Objet patrimonial culturel de Russie d'importance régionale (1983) | |
|       | Église de la Résurrection-du-Christ                                                 | 1884-1886            | Rue Shevchenko, 1A                                        | n°5201306000 | Objet patrimonial culturel de Russie d'importance régionale (1993) | Fermée en 1924, et clocher démoli la même année. Rouverte après la fin de l'URSS, et restaurée en 2013. |
|       | Église Saint-Alexandre-Nevski de Sormov                                             | 1882-1887            | Rue Barrikad, 1, bât. 3                                   | n°5230477000 | Objet patrimonial culturel de Russie d'importance régionale (1995) | |
|       | Église de l'Icône-de-la-Mère-de-Dieu-Joie-de-tous-ceux-qui-souffrent                | 1894-1896            | Rue Nesterova, 2                                          | n°5200666000 | Objet patrimonial culturel de Russie d'importance régionale (1989) | |
|       | Église du Sauveur-Tout-Miséricordieux de Poltavka                                   | 1897-1903            | Rue Maxime Gorki, 177A                                    | n°5210011000 | Objet patrimonial culturel de Russie d'importance fédérale (1995)  | |
|       | Église Notre-Dame-de Vladimir                                                       | 1902-1907            | Rue Gordeïevskaïa, 141                                    | n°5210009002 | Objet patrimonial culturel de Russie d'importance fédérale (1993)  | |
|       | Église Notre-Dame-de-Vladimir dans la localité de Narodny                           | 1997                 | Rue Planetnaïa, 25B                                       |              |                                                                    | |
|       | Église de l'icône ibérique de la Mère de Dieu                                       | 2000-2003            | Rue Dvijentsev, 17M                                       |              |                                                                    | |
|       | Église de l'Icône-de-Notre-Dame-de-Vladimir-d'Oranki-et-des-Défenseurs-de-la-Patrie | 1996-2004            | Rue Beketova, 61, bât. 1                                  |              |                                                                    | |
|       | Église de l'icône Tikhvine de la Mère de Dieu à Birtch Poïma                        | 2001-2004            | Plaine inondable de bouleaux, rue Radieuse, 3             |              |                                                                    | |
|       | Église d'Alexandra Tsaritsa dans la ville verte                                     | 2002-2005            | Village de la Ville verte                                 |              |                                                                    | |
|       | Église de la Trinité vivifiante sur Topolnaïa                                       | 2002-2006            | Rue Topolnaïa, 11a                                        |              |                                                                    | |
|       | Église Saint-Igor-de-Tchernigov du Haut-Petchioty                                   | 2006-2007            | Rue Verkhnepetcherskaïa                                   |              |                                                                    | |
|       | Église de l'icône de la Mère de Dieu de la Skorochlouchnitsa sur Levinka            | 2006-2009            | Rue Lioukina, 9                                           |              |                                                                    | |
|       | Église de la Trinité-Vivifiante de Monastyrka                                       | 2009—2011            | Rue Ioulious Foutchiak, 48                                |              |                                                                    | |
|       | Église Notre-Dame-de-Kazan de la descente verte                                     | 2005—2012            | Descente verte                                            |              |                                                                    | |
|       | Église de l'Icône de la Mère de Dieu de la Tendresse de Molitovka                   | 2007-2013            | Rue Dargomyjskogo, 15V                                    |              |                                                                    | |
|       | Église de Jean de Cronstadt à Chtcherbinki                                          | 2007-2013            | Avenue Gagarine, 119A                                     |              |                                                                    | |
|       | Église Saint-Michel-Archange de la rue Montchegorskaïa                              | 2012—2014            | Rue Montchegorskaïa, 17А/8                                |              |                                                                    | |
|       | Église Saint-Nicolas au-dessus de la descente verte                                 | 2013—2014            | Rue Pojarski, 12                                          |              |                                                                    | |
|       | Église Saint-Georges-le-Victorieux (nouvelle)                                       | 2013—2014            | Rue Kachtchenko, 31A                                      |              |                                                                    | |
|       | Église Saint-Panteleïmon-le-Thaumaturge de Chtcherbinki                             | 2013—2015            | Avenue Gagarine, 119A                                     |              |                                                                    | |
|       | Église de l'Icône de la Mère de Dieu Addition d'Esprit                              | 2015—2016            | Avenue Molodiojni, 25B                                    |              |                                                                    | |
|       | Église Saint-Séraphin-de-Sarov                                                      | 2014—2018            | Rue du 50e anniversaire de la Victoire, 7A                |              |                                                                    | |
|       | Église Sainte-Élisabeth-Feodorovna-Martyre                                          | 2016—2018            | Rue Smirnova, 71B                                         |              |                                                                    | |
|       | Église de l'Icône de la Mère de Dieu cherchant les morts                            | 2016—2018            | Rue Larina, 7                                             |              |                                                                    | |
|       | Église de l'Icône de la Mère de Dieu « Joie inattendue »                            | 2014—2019            | Perspective des 70 ans du 2 Octobre                       |              |                                                                    | |
|       | Église Sainte-Olga-Égale-aux-Apôtres de Haute-Petchiori                             | 2014—2019            | Rue Verkhnepetcherskaïa                                   |              |                                                                    | |
|       | Église Sainte-Matrona-de-Moscou                                                     | 2017-202 ?           | Intersection des rues Tsvetochnaïa et Akademika Sakharova |              |                                                                    | En cours de construction                                                                                |

#### Chapelles
| Photo | Nom | Adresse                                          | Date de construction | Notice       | Protection                                                         | Notes |
| ----- | --- | ------------------------------------------------ | -------------------- | ------------ | ------------------------------------------------------------------ | ----- |
|       | Chapelle de la Transfiguration | Rue de la Nativité, 1-a                          | 1809-1849            | n°5200000157 | Objet patrimonial culturel de Russie d'importance régionale (2000) |       |
|       | Chapelle de l'église de la Nativité-de-Saint-Jean-Baptiste de Nijny Possad                                                                            | Descente d'Ivanovo, 1A                           | 1882                 | n°5200000071 |                                                                    |       |
|       | Chapelle Sainte-Barbara | Rue Varvarskaïa , 36A                            | 1898-1899            | n°5200056000 | Objet patrimonial culturel de Russie d'importance régionale (1983) |       |
|       | Chapelle Notre-Dame-de-Kazan | Rue Ilinskaïa, 86                                | 1911                 | n°5200000501 | Objet patrimonial culturel de Russie d'importance régionale (1983) |       |
|       | Chapelle Saint-Georges | Rue Piskounov, 38                                | 1902-1903            | n°5230470001 | Objet patrimonial culturel de Russie d'importance régionale (1993) |       |
|       | Chapelle consacrée à l'eau de la Cathédrale du Sauveur de Nijni Novgorod                                                                              | Passage équitable, 10                            | années 1990          |              |                                                                    |       |
|       | Chapelle Notre-Dame-de-Vladimir de Kanavino | Rue communiste, 38                               | 2003                 |              |                                                                    |       |
|       | Chapelle Saint-Théodore-Ouchakov sur le quai supérieur de la Volga                                                                                    | Quai supérieur de la Volga, près de la maison 16 | 2000-2004            |              |                                                                    |       |
|       | Chapelle à Shcherbinki | Avenue Gagarine, 119A                            | années 2000          |              |                                                                    |       |
|       | Chapelle-tombe de la cathédrale de l'origine des arbres sacrés de la Cathédrale du Sauveur                                                            | Passage équitable, 10                            | années 2000          |              |                                                                    |       |
|       | Chapelle Saint-Nicolas le Merveilleux à la gare de Nijni Novgorod                                                                                     | Place de la Révolution, 2A                       | 2008                 |              |                                                                    |       |
|       | Chapelle du Sauveur de la Sainte Image au Kremlin de NNijni Novgorod                                                                                  | Kremlin, 5A                                      | 2012                 |              |                                                                    |       |
|       | Chapelle Notre-Dame-de-Kazan de Starie Petchiory | Sloboda Petchiori, près du 180                   | 2013                 |              |                                                                    |       |
|       | Chapelle de l'Intercession-de-la-Bienheureuse-Vierge-Marie au complexe d'essais en vol de l'usine de construction d'avions JSC NNijni Novgorod"Sokol" | Avtozavodski                                     | 2011—2014            |              |                                                                    |       |
|       | Chapelle Saint-Joseph-des-Grottes de Stariye Petchiori                                                                                                | Sloboda Petchiori, 175                           | 2013—2014            |              |                                                                    |       |
|       | Chapelle de l'Exaltation-de-la-Sainte-Croix de monastère de l'Ascension des Grottes                                                                   | Congrès Petchiorski, 32A                         | 2014—2015            |              |                                                                    |       |

#### Églises et chapelles de cimetière
| Photo | Nom                                                                     | Date de construction | Adresse                      | Notice       | Protection                                                         | Notes                            |
| ----- | ----------------------------------------------------------------------- | -------------------- | ---------------------------- | ------------ | ------------------------------------------------------------------ | -------------------------------- |
|       | Église de Tous-les-Saints                                               | 1781-1785            | Rue Maxime Gorki, 135        | n°5200099000 | Objet patrimonial culturel de Russie d'importance régionale (1999) |                                  |
|       | Église de la Transfiguration-du-Sauveur                                 | 1829-1835            | Rue internationale, 81A      | n°5230464000 | Objet patrimonial culturel de Russie d'importance régionale (1995) | Fermée en 1925, rouverte en 1990 |
|       | Église de Tous-les-Saints de Marina Rochtcha                            | 1998-1999            | Cimetière de Marina Rochtcha |              |                                                                    |                                  |
|       | Église de Tous-les-Saints du cimetière Novosormovskoïe                  | 1998-2000            | Cimetière de Novosormovskoïe |              |                                                                    |                                  |
|       | Chapelle de Tous-les-Saints de l'ancien cimetière Saints-Pierre-et-Paul | 2014                 | Parc Koulibine               |              |                                                                    |                                  |

#### Temples dans les monastères et les cours des monastères

##### Monastère de l'Annonciation
| Photo | Nom                                                                                  | Date de construction | Adresse             | Notice       | Protection                                                        | Notes                            |
| ----- | ------------------------------------------------------------------------------------ | -------------------- | ------------------- | ------------ | ----------------------------------------------------------------- | -------------------------------- |
|       | Cathédrale de l'Annonciation-de-la-Sainte-Vierge dans le monastère de l'Annonciation | 1647-1649            | Allée du moulin, 7v | n°5210029004 | Objet patrimonial culturel de Russie d'importance fédérale (1960) |                                  |
|       | Église de l'Assomption-de-la-Bienheureuse-Vierge-Marie                               | 1649-1652            | Allée du moulin, 7b | n°5210029005 | Objet patrimonial culturel de Russie d'importance fédérale        | Fermée en 1925, rouverte en 1990 |
|       | Église Saint-Serge du monastère de l'Annonciation                                    | 1690                 | Allée du moulin, 7g | n°5210029007 | Objet patrimonial culturel de Russie d'importance fédérale        |                                  |
|       | Église de la porte de Saint-André le premier appelé                                  | XVII                 | Allée du moulin, 7a | n°5230466000 | Objet patrimonial culturel de Russie d'importance fédérale        |                                  |
|       | Église Saint-Alexis-le-Métropolite                                                   | 1821-1834            | Allée du moulin, 7a | n°5210029006 | Objet patrimonial culturel de Russie d'importance fédérale        |                                  |
|       | Chapelle Saint-Alexis-le-Métropolite (pierre)                                        | 1834-1839            | Allée du moulin     |              |                                                                   | Détruit                          |
|       | Chapelle Saint-Alexis-le-Métropolite (hiver)                                         | 2007                 | Allée du moulin, 8  |              |                                                                   |                                  |
|       | Chapelle Saint-Alexis-le-Métropolite (été)                                           | 2007                 | Allée du moulin, 8  |              |                                                                   |                                  |

##### Monastère de l'Ascenscion des Grottes
| Photo | Nom                                                                          | Date de construction | Adresse                   | Notice       | Protection                                                 | Notes |
| ----- | ---------------------------------------------------------------------------- | -------------------- | ------------------------- | ------------ | ---------------------------------------------------------- | ----- |
|       | Cathédrale de l'Ascension                                                    | 1631-1640            | Privoljskaïa Sloboda, 108 | n°5210046007 | Objet patrimonial culturel de Russie d'importance fédérale |       |
|       | Église Saint-Euthyme-de-Souzdal, au-dessus de la porte                       | 1645                 | Privoljskaïa Sloboda, 108 | n°5210046010 | Objet patrimonial culturel de Russie d'importance fédérale |       |
|       | Église de l'Assomption-de-la-Bienheureuse-Vierge-Marie                       | 1648                 | Privoljskaïa Sloboda, 108 | n°5210046009 | Objet patrimonial culturel de Russie d'importance fédérale |       |
|       | Église Saints-Pierre-et-Paul                                                 | 1738                 | Privoljskaïa Sloboda, 108 | n°5210046011 | Objet patrimonial culturel de Russie d'importance fédérale |       |
|       | Église de la maison de Saint-Serge-de-Radonège dans les chambres des évêques | Non connu            | Privoljskaïa Sloboda, 108 | n°5230474000 | Objet patrimonial culturel de Russie d'importance fédérale |       |

##### Monastère Sainte-Croix
| Photo | Nom                                           | Date de construction       | Adresse               | Notice       | Protection                                                         | Notes                                          |
| ----- | --------------------------------------------- | -------------------------- | --------------------- | ------------ | ------------------------------------------------------------------ | ---------------------------------------------- |
|       | Église du cimetière de Kazan                  | 1798                       | Rue Bolchaïa Iamskaïa | n°5200595000 | Objet patrimonial culturel de Russie d'importance régionale (1989) | Affectée au monastère en 1816. Démolie en 1935 |
|       | Cathédrale de l'Exaltation-de-la-Sainte-Croix | 1814-1823, 1840-1841, 1843 | Descente de l'Oka, 2A | n°5201266001 | Objet patrimonial culturel de Russie d'importance régionale (1993) |                                                |

##### Autres
| Photo | Nom                                                       | Date de construction | Adresse           | Notice       | Protection                                                         | Notes                               |
| ----- | --------------------------------------------------------- | -------------------- | ----------------- | ------------ | ------------------------------------------------------------------ | ----------------------------------- |
|       | Église des Saints-de-Moscou                               | 1859-1860            | Rue Korolenko, 14 | n°5200595000 | Objet patrimonial culturel de Russie d'importance régionale (1989) | Appartient au monastère de Diveïevo |
|       | Église de la Trinité-Vivifiante de l'enceinte de l'évêque | 1998-2001            | Rue Foutchik      |              |                                                                    |                                     |

#### Perdu

##### Cathédrales
| Photo | Nom                                              | Date de construction | Adresse                   | Notes |
| ----- | ------------------------------------------------ | -------------------- | ------------------------- | --- |
|       | Cathédrale de l'Annonciation dans le Haut Possad | 1696-1697            | Place de l'Annonciation   | Démolie le 18 août 1930 |
|       | Cathédrale de l'Assomption                       | 1820-1831            | Kremlin de Nijni Novgorod | Démolie en 1929 pendant la période soviétique                                                                                       |
|       | Cathédrale de la Transfiguration                 | 1647-1652, 1830-1834 | Kremlin de Nijni Novgorod | Explosée en 1929 pour la construction de la Maison des Soviets. Une croix commémorative et une chapelle ont été érigées à sa place. |

##### Églises
| Photo | Nom                                                                                      | Date de construction                      | Adresse                                            | Notes |
| ----- | ---------------------------------------------------------------------------------------- | ----------------------------------------- | -------------------------------------------------- | --- |
|       | Église Saints-Côme-et-Damien                                                             | XVII                                      | Place Sofronovskaïa (aujourd'hui place Markine)    | Démolie en 1929. |
|       | Église Notre-Dame-de-Kazan de la descente verte                                          | 1687 avec des reconstructions ultérieures | Descente verte                                     | Démolie en 1935. À sa place, une nouvelle église du même nom a été construite en 2005-2012. |
|       | Église Saint-Georges                                                                     | 1702                                      | Quai supérieur de la Volga                         | Démolie en 1932. |
|       | Église de l'Intercession                                                                 | 1709                                      | Rue Bolchaïa Pokrovskaïa                           | Le bâtiment a existé jusqu'en 1935, date à laquelle il a été reconstruit en dortoir pour une faculté de médecine. Démoli dans les années 1950, un immeuble résidentiel a été construit à sa place au n°30. |
|       | Église Saint-Nicolas-Odigitrievski sur Grebechka                                         | 1715-1719                                 | Piste Grebechkovsky                                | Fermée en 1930. Plus tard démolie. |
|       | Église Saint-Alexis sur la place de l'Annonciation                                       | 1717-1719                                 | Place de l'Annonciation                            | Démolie en 1930. |
|       | Église de la Présentation de l'icône de Notre-Dame-de-Vladimir de la sloboda de Kanavino | 1734                                      | Kanavino                                           | Probablement démolie dans les années 1950. |
|       | Église Saint-Jean-Damascène du séminaire théologique                                     | 1745                                      | Place Minine et Pojarski, 3A                       | La date exacte de la perte n'a pas été établie. |
|       | Église de la Sainte-Grande-Martyre-Barbara                                               | 1757                                      | Rue de Barbara                                     | Fermée en 1938. Démolie en 1958. |
|       | Église de la Présentation-du-Seigneur)                                                   | 1742-1811                                 | Rue Tikhonovskaïa, 5                               | Démolie en 1952. Un immeuble résidentiel a été construit à sa place. |
|       | Église de la Trinité au quai inférieur                                                   | 1819-1821                                 | Rue Jivonosovskaïa (aujourd'hui - rue Kojevennaïa) | Démolie en 1929. |
|       | Église Notre-Dame-de-Tikhvine                                                            | 1740-1741, 1857                           | Rue Bolchaïa Pokrovskaïa                           | Démolie en 1932. |
|       | Église de la Trinité de Nijni Possad                                                     | 1863                                      | Rue de la Nativité, 10A                            | Fortement reconstruite à l'époque soviétique. Fragment partiellement conservé d'un mur. Restauration à partir de 2021.                                                                                     |
|       | Église de la Trinité Verkhnepossadskaïa                                                  | 1867                                      | Place de la Trinité                                | Démolie en 1964 avec la place. |
|       | Église Saint-Alexandre-Nevski, filiale du monastère Feodorovski de Gorodets à Kanavino   | 1867                                      | Place de la Révolution, 6                          | Démolie pendant la période soviétique. |
|       | Église Saints-Côme-et-Damien sur la place Sofronovskaïa                                  | 1872-1890                                 | Place Sofronovskaïa (aujourd'hui place Markine)    | Démolie en 1929. |
|       | Église Saint-Nicolas de Nijni Possad                                                     | 1863-1894                                 | Rue Chirokaïa                                      | Démolie en 1928. |
|       | Pavillon d'exposition "Église-école" de l'exposition panrusse d'art et d'industrie       | 1894-1896                                 | Rue Klimovskaïa, 84                                | Le bâtiment a été substantiellement reconstruit, seuls les murs porteurs ont été conservés. (qui sont classés n°5230463000)                                                                                |
|       | Église Saint-Alexandre-Nevski de Ratmanikha                                              | 1901                                      | Ratmanikha                                         | Fermée en 1937. Démolie. À sa place, un bâtiment à plusieurs étages a été construit au 142 de l'avenue de Moscou.                                                                                          |
|       | Église Saint-Jean-le-Théologien au refuge pour enfants                                   | 1903                                      | Rue Novaïa, 36                                     | Démolie en 1930. |

##### Chapelles
| Photo | Nom                                                                                                | Date de construction | Adresse                   | Notes                                                                                      | Perdu |
| ----- | -------------------------------------------------------------------------------------------------- | -------------------- | ------------------------- | ------------------------------------------------------------------------------------------ | ----- |
|       | Chapelle de l'Exaltation-de-la-Croix du Monastère Sainte-Croix                                     | 1852                 | Foire de Nijni Novgorod   | La date exacte de la perte n'a pas été établie.                                            |       |
|       | Chapelle de la Descente-du-Saint-Esprit au Kremlin de Nijni Novgorod                               | 1855                 | Kremlin de Nijni Novgorod | La date exacte de la perte n'a pas été établie, probablement démolie dans les années 1920. |       |
|       | Chapelle des Grottes Icône de la Mère de Dieu du Monastère des Grottes                             | 1859                 | Foire de Nijni Novgorod   | La date exacte de la perte n'a pas été établie.                                            |       |
|       | Chapelle Saint-Macaire-de-l'Ounja à la foire de Nijni Novgorod                                     | 1865-1866            | Foire de Nijni Novgorod   | Démolie en 1924.                                                                           |       |
|       | Chapelle du monastère d'Ababkovo                                                                   | 1868                 | Descente verte            | La date exacte de la perte n'a pas été établie.                                            |       |
|       | Chapelle du monastère Ponataïevski                                                                 | années 1860          | Descente Pokhvalinski     | Démolie en 1928.                                                                           |       |
|       | Chapelle de l'icône de la Mère de Dieu "Joie de tous ceux qui souffrent" du monastère des Douleurs | 1890(?)              | Rue Maxime Gorki, 160     | Probablement démolie dans les années 1970.                                                 |       |
|       | Chapelle du couvent de la Transfiguration-de-Zelenogorsk                                           | 1897-1898            | Place Maxime Gorki, 4     | Probablement démolie dans les années 1960.                                                 |       |
|       | Chapelle à la mémoire du 17 octobre 1888 à l'église Saint-Nicolas                                  | 1890-1900            | Rue Bolchaïa Pokrovskaïa  | La date exacte de la perte n'a pas été établie.                                            |       |

### Églises des vieux croyants
| Photo | Nom                                                                                                 | Date de construction | Adresse                                    | Notice       | Protection                                                        | Notes |
| ----- | --------------------------------------------------------------------------------------------------- | -------------------- | ------------------------------------------ | ------------ | ----------------------------------------------------------------- | --- |
|       | Église de l'Assomption                                                                              | 1914                 | Rue Souïetinskaïa, 1A                      |              |                                                                   | Fermée en 1938. Rendue aux croyants en 1945. En 1964, elle a été fermée à nouveau et a été explosée en 1965. |
|       | Église de l'Assomption du cimetière Bougrovski                                                      | 1914-1915            | Rue Pouchkine, 34                          | n°5210050000 | Objet patrimonial culturel de Russie d'importance fédérale (1995) | |
|       | Maison de prière de l'ancienne communauté orthodoxe de Poméranie à Bechentsevo                      | 1906                 | Village de Bechentsevo, rue centrale, 157A |              |                                                                   | |
|       | Église Saint-Nicolas                                                                                | 2008—2012            | Rue des Nouveaux-Sables, 104B              |              |                                                                   | |
|       | Église des vieux-croyants de Pomorié de la louange de la Bienheureuse Vierge Marie à Nijni Novgorod | Non connu            | Rue Korolenko , 7                          |              |                                                                   | |

### Églises des Coreligionnaires
Les coreligionnaires, désignés aussi sous le nom d'orthodoxes vieux-ritualistes, sont des membres de l'Église orthodoxe russe utilisant le rite russe ancien (d'avant les réformes du patriarche Nikon).
| Photo | Nom                                                  | Date de construction | Adresse                   | Notice | Protection | Notes |
| ----- | ---------------------------------------------------- | -------------------- | ------------------------- | ------ | ---------- | --- |
|       | Église Saint-Siméon-le-Stylite                       | 1743 / 2021          | Kremlin de Nijni Novgorod |        |            | Démantelée le 1er juillet 1928. Restaurée en 2020-2021.                                                                                   |
|       | Église de la Descente-du-Saint-Esprit                | 1703                 | Kremlin de Nijni Novgorod |        |            | Endommagée par un glissement de terrain et démontée en 1845. La communauté des coreligionnaires a été transférée à l'église Saint-Siméon. |
|       | Église de la Transfiguration-du-Sauveur au cimetière | 1834-1843            | Rue Ocharskaïa            |        |            | Détruite. La date exacte de la démolition n'a pas été établie.                                                                            |

### Église apostolique arménienne
| Photo | Nom                                                  | Date de construction | Adresse                 | Notice | Protection | Notes    |
| ----- | ---------------------------------------------------- | -------------------- | ----------------------- | ------ | ---------- | -------- |
|       | Église juste arménienne                              | 1828                 | Foire de Nijni Novgorod |        |            | Détruite |
|       | Église apostolique arménienne « Sourb Amenaprkitch » | 2008—2014            | Rue Chevchenko, 2       |        |            |          |

### Églises catholiques
| Photo | Nom                                                    | Date de construction | Adresse              | Notice       | Protection                                                         | Notes                                                                                             |
| ----- | ------------------------------------------------------ | -------------------- | -------------------- | ------------ | ------------------------------------------------------------------ | ------------------------------------------------------------------------------------------------- |
|       | Église de l'Assomption-de-la-Bienheureuse-Vierge-Marie | 1864-1865            | Descente verte       |              |                                                                    | Détruite                                                                                          |
|       | Complexe d'église catholique                           | 1914                 | Rue Stoudionaïa, 6-8 | n°5230726001 | Objet patrimonial culturel de Russie d'importance régionale        | Fermée en 1929. En 1949, le bâtiment a été cédé à une auberge et reconstruit.                     |
|       | Église de l'Assomption-de-la-Vierge-Marie              | 1903-1998            | Rue Stoudionaïa, 10b | n°5201299003 | Objet patrimonial culturel de Russie d'importance régionale (1993) | Active. Ouverte en 1998 dans le bâtiment de service reconstruit du domaine de M. N. Chtchelokov . |

### Églises protestantes

#### Luthérianisme
| Photo | Nom                              | Date de construction | Adresse                  | Notice | Protection | Notes                                                                    |
| ----- | -------------------------------- | -------------------- | ------------------------ | ------ | ---------- | ------------------------------------------------------------------------ |
|       | Église Saint-Alexandre           | 1821-1823            | Rue Bolchaïa Pokrovskaïa |        |            | Démolie en 1962-1963. À sa place, le cinéma « Oktiabr » a été construit. |
|       | Paroisse évangélique luthérienne | non connu            | Rue Slavianskaïa, 39/5   |        |            | Active                                                                   |

#### Adventisme
| Photo | Nom                                | Date de construction | Adresse             | Notice | Protection | Notes |
| ----- | ---------------------------------- | -------------------- | ------------------- | ------ | ---------- | ----- |
|       | Église adventiste du septième jour | non connu            | Rue Chevtchenko, 1B |        |            |       |
|       | Église adventiste du septième jour | non connu            | Rue Tiablinskaïa, 7 |        |            |       |

#### Baptisme
| Photo | Nom                                      | Date de construction | Adresse            | Notice | Protection | Notes |
| ----- | ---------------------------------------- | -------------------- | ------------------ | ------ | ---------- | ----- |
|       | Église baptiste évangélique « Golgotha » | 1999                 | Rue Droujaïeva, 7A |        |            |       |
|       | Église de Poltavka                       | non connu            | Voie Poltavski, 10 |        |            |       |

## Mosquées
| Photo | Nom                              | Date de construction | Adresse                                           | Notice            | Protection                                                         |
| ----- | -------------------------------- | -------------------- | ------------------------------------------------- | ----------------- | ------------------------------------------------------------------ |
|       | Mosquée juste de Nijni Novgorod  | 1827                 | Foire de Nijni Novgorod                           |                   |                                                                    |
|       | Grande Mosquée de Nijni Novgorod | 1913-1915            | Remblai de Notre-Dame-de-Kazan, 6 (Place au Foin) | n°521410071710006 | Objet patrimonial culturel de Russie d'importance régionale (2008) |
|       | Mosquée Taouba                   | 1999-2001            | Rue Melnikova, 7                                  |                   |                                                                    |

## Synagogues
| Photo | Nom                         | Date de construction | Adresse                               | Notice       | Protection                                                         | Notes                                            |
| ----- | --------------------------- | -------------------- | ------------------------------------- | ------------ | ------------------------------------------------------------------ | ------------------------------------------------ |
|       | Synagogue de Nijni Novgorod | 1881-1883            | Rue géorgienne, 5A                    | n°5201252000 | Objet patrimonial culturel de Russie d'importance régionale (1993) | Plus ancienne synagogue de Russie                |
|       | Synagogue de Kanavino       | 1905                 | Rue du Quai (aujourd'hui - rue Marat) |              |                                                                    | Démolie lors de la construction du pont du métro |